# Can’t Hold Us
"Can’t Hold Us" – to utwór amerykańskiego rapera Macklemore’a i jego producenta Ryana Lewisa, pochodzący z ich kolaboracyjnego albumu The Heist. Gościnnie swojego głosu do tego utworu użyczył piosenkarz Ray Dalton. Utwór wydany został 16 sierpnia 2011 roku jako trzeci singel z albumu. Singel zajął pierwsze miejsce na liście Billboard Hot 100, będąc tym samym drugim utworem numer jeden Macklemore'a w Stanach Zjednoczonych. Utwór zajął pierwsze miejsce na listach przebojów także w Australii, Polsce oraz w Szwecji. Premiera teledysku miała miejsce 17 kwietnia 2013 roku, a jego reżyserią zajęli się  Ryan Lewis, Jon Jon Augustavo oraz Jason Koenig.

## Notowania
| Lista (2012-13)                         | Najwyższa pozycja |
| --------------------------------------- | ----------------- |
| Australia (Top 50 Singles)              | 1                 |
| Austria (Ö3 Austria Top 40)             | 3                 |
| Belgia (Flandria) (Ultratop 50 Singles) | 2                 |
| Belgia (Wallonia) (Ultratop 50 Singles) | 2                 |
| Czechy (Singles Digital – Top 100)      | 4                 |
| Dania (Track Top-40)                    | 4                 |
| Finlandia (Top 20 Singles)              | 3                 |
| Francja (Top 200 Singles)               | 3                 |
| Hiszpania (Top 50 Singles)              | 25                |
| Holandia (Single Top 100)               | 5                 |
| Kanada (Billboard Canadian Hot 100)     | 2                 |
| Niemcy (Top 100 Singles)                | 2                 |
| Islandia (Top 30 Singles)               | 16                |
| Irlandia (Top 50 Singles)               | 3                 |
| Izrael (Top 10 Airpay Songs)            | 3                 |
| Norwegia (Top 20 Singles)               | 4                 |
| Nowa Zelandia (Top 40 Singles)          | 4                 |
| Polska (AirPlay – Top)                  | 1                 |
| Polska (Dance Top 50)                   | 14                |
| Słowacja (Singles Digital)              | 8                 |
| Szkocja (Top 40 Scottish)               | 4                 |
| Szwajcaria (Singles Top 100)            | 4                 |
| Szwecja (Top 60 Singles)                | 1                 |
| Wielka Brytania (Singles Top 100)       | 3                 |
| Wielka Brytania (Top 40 Indie Singles)  | 1                 |
| Wielka Brytania (Top 40 R&B Singles)    | 1                 |
| Stany Zjednoczone (Hot 100)             | 1                 |
| Włochy (Top 20 Singles)                 | 8                 |